# Montefino
Montefino és un municipi situat al territori de la província de Teramo, a la regió dels Abruços, (Itàlia).
Montefino limita amb els municipis d'Atri, Castiglione Messer Raimondo, Castilenti i Cellino Attanasio.